# Pachnobia apropitia
Pachnobia apropitia är en fjärilsart som beskrevs av Benjamin 1933. Pachnobia apropitia ingår i släktet Pachnobia och familjen nattflyn. Inga underarter finns listade i Catalogue of Life.